# Protestantismus in Laos
Die Protestanten in Laos sind eine kleine christliche Minderheit. Im Jahr 2020 waren 2,1 % der laotischen Bevölkerung Protestanten.

## Geschichte
Die beiden größten Glaubensgemeinschaften bilden die Lao Evangelical Church (LEC), die seit Beginn des 20. Jahrhunderts besteht und 2003 nach Angaben der Regierung 28.045 Mitglieder in 221 Gemeinden hatte, sowie die Siebenten-Tags-Adventisten. Mit inzwischen mehr 300 Gemeinden ist der Protestantismus seit den 1990er Jahren stetig gewachsen. 

## Denominationen
Protestantische Glaubensgemeinschaften müssen sich der Lao Evangelical Church oder den Siebenten-Tags-Adventisten anschließen, um in Laos tätig sein zu dürfen. Die LEC ist bezüglich Finanzen und Aufbau unabhängig von Organisationen außerhalb von Laos. Ihr Präsident ist Kamphone Kounthapanya. Die Zahl der Kirchenmitglieder zeigt eine steigende Tendenz, jedes Jahr entstehen  weitere Gemeinden. Die LEC verfügte 2003 über 375 Religionslehrer, was bei der zunehmenden Anzahl von Gläubigen und Gemeinden jedoch nicht genügt.
In der Hauptstadt Vientiane bestehen zwei evangelische Kirchengemeinden: Im Chinesenviertel in der Haiphong Road sowie im Westteil der Stadt in der Luang Prabang Road.

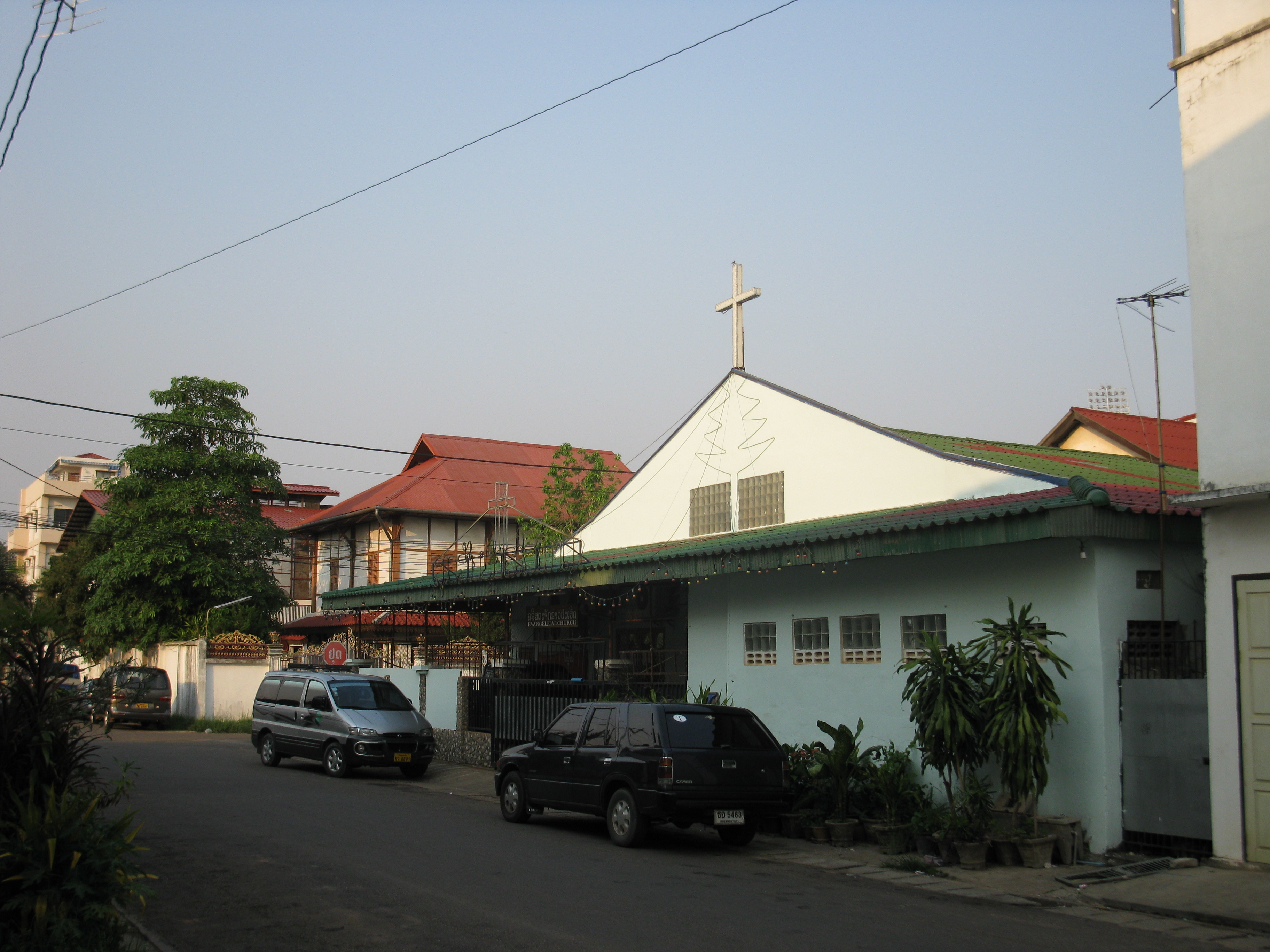
Evangelische Kirche in der Haiphong Road in Vientiane
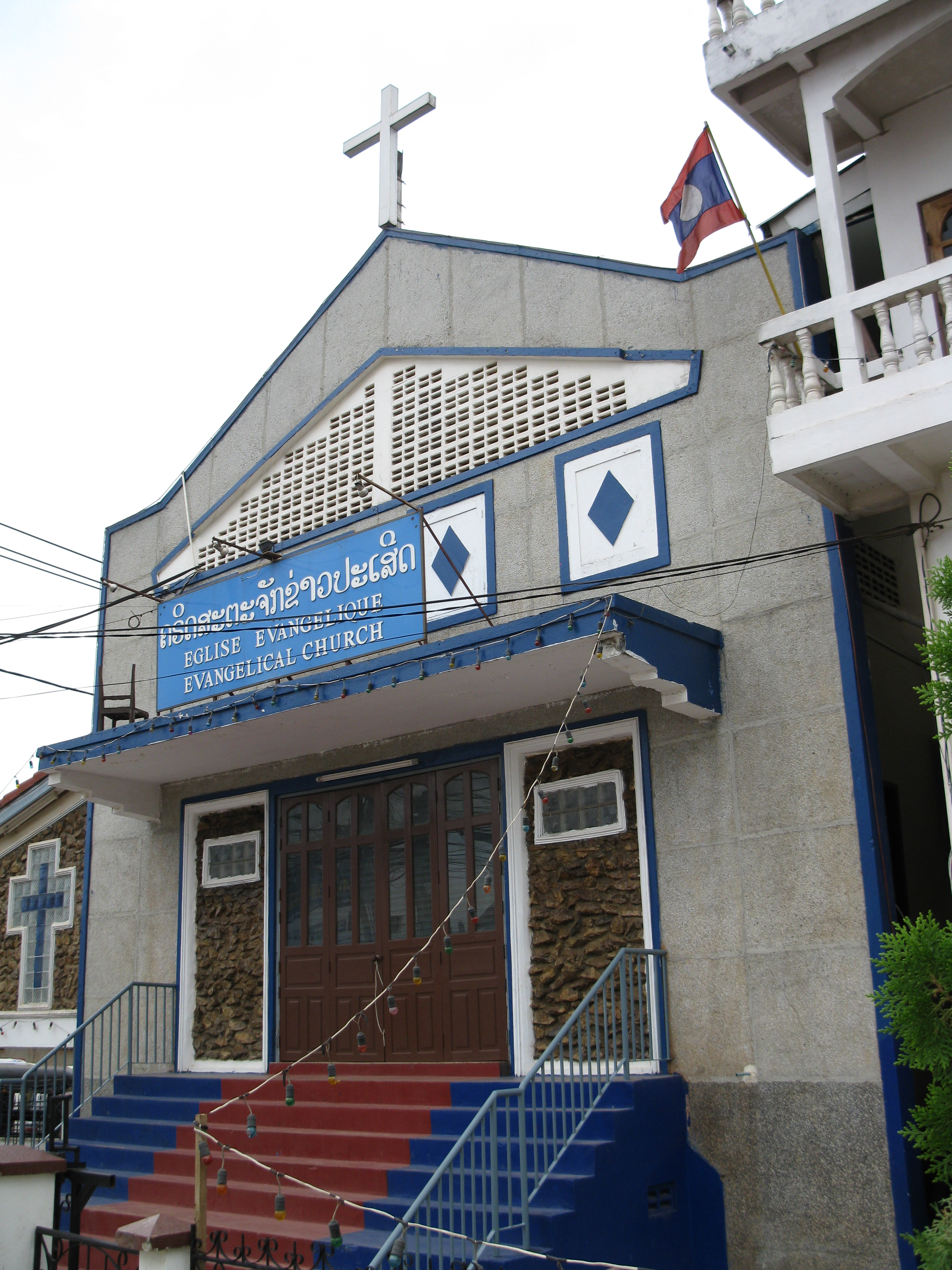
Evangelische Kirche in der Luang Prabang Road in Vientiane